# ماد مکارتی
ماد مکارتی (۴ ژوئیه ۱۸۸۲ - ۲ ژوئن ۱۹۶۷) یک نوازندهٔ ویولن، خواننده، اهل عرفان، نویسنده، شاعر، و معلم موسیقی هندی اهل ایرلند بود.
مکارتی در کلانمل واقع در شهرستان تیپراری، ایرلند به دنیا آمد. او دختر دکتر چارلز ویلیام مکارتی و همسرش ماریون بود. سال‌های اول زندگی را در سیدنی استرالیا سپری کرد و در سال ۱۸۸۵ همراه خانواده‌اش به آمریکا مهاجرت کرد. در سال ۱۸۹۱ او به انگلستان بازگشت و به مطالعه ویولن در کالج سلطنتی موسیقی لندن پرداخت. او به عنوان یک کودک در کنسرتوهای معمول که در کریستال پالاس و سالن ملکه در لندن اجرا می‌شدند ویلون نواخت و همچنین به همراه ارکستر سمفونیک بوستون به آفریقای جنوبی و استرالیا رفت و موسیقی اجرا کرد.
در سال ۱۹۹۰۵ او به خاطر ابتلا به التهاب اعصاب از آرزوهایش برای تبدیل شدن به تک‌نواز یک کنسرت دست کشید و به هند رفت تا به همراه آنی بسانت به مطالعهٔ موسیقی هند، جمع‌آوری نسخه‌های خطی و سازها، فراگیری آواز هندی و همچنین مطالعهٔ عرفان هندی بپردازد. او در سال ۱۹۰۹ به دنبال مرگ برادر کوچکترش به انگلستان بازگشت و در سال ۱۹۱۱ با ویلیام مان، یکی از همکاران عرفان‌پژوه خود ازدواج کرد و در نتیجه تغییر نام خود را به ماد مان تغییر داد. این زن و شوهر در سال ۱۹۱۲ صاحب یک دختر به نام جوآن شدند. این ازدواج کوتاه بود چرا که ماد در سال ۱۹۱۵ با آهنگساز انگلیسی، جان فولدز، آشنا و دلبسته شد. با وجود مخالفت‌های شدید خانواده و دوستان‌شان، ماد و جان همسرانشان را رها کردند و از سال ۱۹۱۸ با هم زندگی کردند. آنها دو فرزند داشتند: جان پاتریک (۱۹۱۶–۲۰۰۹) و می‌براید (۱۹۲۲–۱۹۸۸). ماد و جان نهایتاً در ۱۹۳۲ با هم ازدواج کردند. ماد همچنین متن آمرزش‌خوانی جهانی را برای جان نوشت که در فاصلهٔ ۱۹۲۳ تا ۱۹۲۶ چهار بار در رویال آلبرت هال لندن اجرا شد.
در سال ۱۹۲۹ زمانی که ماد و جان در شرق لندن زندگی می‌کردند، این دو با مردی جوان در یک رویداد اجتماعی محلی ملاقات کردند که بعدها از او با نام «پِسَرِه» (به انگلیسی: The Boy) یاد می‌کردند. نام واقعی آن مرد جوان ویلیام (بیل) کوت (به انگلیسی: William "Bill" Coote) بود. تحت تأثیر تعلیمات روحانی که این پسر به نیابت از موجوداتی به نام «برداران» (به انگلیسی: The Brothers) ارائه می‌کرد، جان و ماد در سال ۱۹۳۵ به هندوستان برگشتند و در آنجا از آموزش‌های برادران با واسطهٔ این پسر بهره بردند. جان در سال ۱۹۳۹ درگذشت و ماد در سال ۱۹۴۲ با «پسره» ازدواج کرد.
ماد سپس یک آشرام تأسیس کرد و با نام مستعار تاندرا دوی (به انگلیسی: Tandra Devi) شروع به انتشار شعر کرد. پس از مرگ همسرش، او نامش را به سوامی اوماناندا پوری (به انگلیسی: Swami Omananda Puri) تغییر داد و تحت این نام بود که خودزندگی‌نامه‌اش را منتشر کرد که در آن به تجاربش با «پسره» اشاره کرد. او یک کتاب دیگر و چند مقاله نیز منتشر کرد که مقاله‌های او در حال حاضر در مؤسسه بایگانی‌های بورتویک و در دانشگاه یورک نگهداری می‌شوند.

## مرگ
ماد در ۸۴ سالگی در داگلاس واقع در جزیره من درگذشت و در گلستنبوری به خاک سپرده شد.